# Червен-Бряг (община)
Община Червен-Бряг (болг. община Червен бряг) — община в Плевенській області, що займає площу 485 км², на південному заході Болгарії. Община Червен Бряг є другою за величиною в області та розташована на залізничній лінії Варна — Софія. Межує з общинами Луковит, Роман, Дольній Дебник, Іскир, Кнежа и Бяла Слатина. Станом на 1 лютого населення общини становило 27 856 жителів, яких 17 594 особи мешкали в головному місті общини — Червеному-Брязі, а решта 8 591 — по містам та селам муніципалітету.
Місто Червен-Бряг є адміністративним центром общини. Автодорогами з асфальтовим покриттям Червен-Бряг сполучений з такими містами Болгарії: Луковит і Тетевен, Єтрополе і Ботевград, Ловеч і Троян, Бяла Слатина і Оряхово, Враца і Софія, Плевен, Русе і Варна.

## Населені пункти
Община складається з 14 населених пунктів: двох міст та дванадцяти сіл (31.12.2012):
- Червен-Бряг
- Койнаре
- Бресте
- Горник
- Глава
- Девенці
- Лепиця
- Радомирці
- Ракита
- Реселець
- Рупці
- Сухаче
- Телиш
- Чомаковці

## Географія
Община Червен-Бряг розташована на границі між Передбалканською та Дунайською рівнинами, на правому березі річки Іскир, гирла річки Златна Панега.
- Загальна площа — 485 км²
- Земля придатна для обробки — 419 250 гектарів
- Корисні копалини — кар'єрні матеріали (пісок, гравій, галька та інші)
- На території общини Червен-Бряг знаходяться 37 прородо-охороні комплекси.

### Пам'ятки природи
- Скельні утворення «Ляльки» в місцевості «Лаз» у селі Реселець;
- Тектонічний гребінь «Фортеця» в селі Реселець;
- Водоспад «Хвиля» в селі Реселець;
- «Хайдушка печера» в місцевості «Стрибок» в селі Девенці;
- Гірський міст «Сідло» в місцевості «Озеро» в селищі Рокита.